# Дьяконов-Дьяченко, Георгий Иванович
Георгий Иванович Дьяконов-Дьяченко (17 марта 1924, Москва — 4 февраля 1991, Тюмень) — советский театральный актёр, режиссёр, народный артист РСФСР (1976).

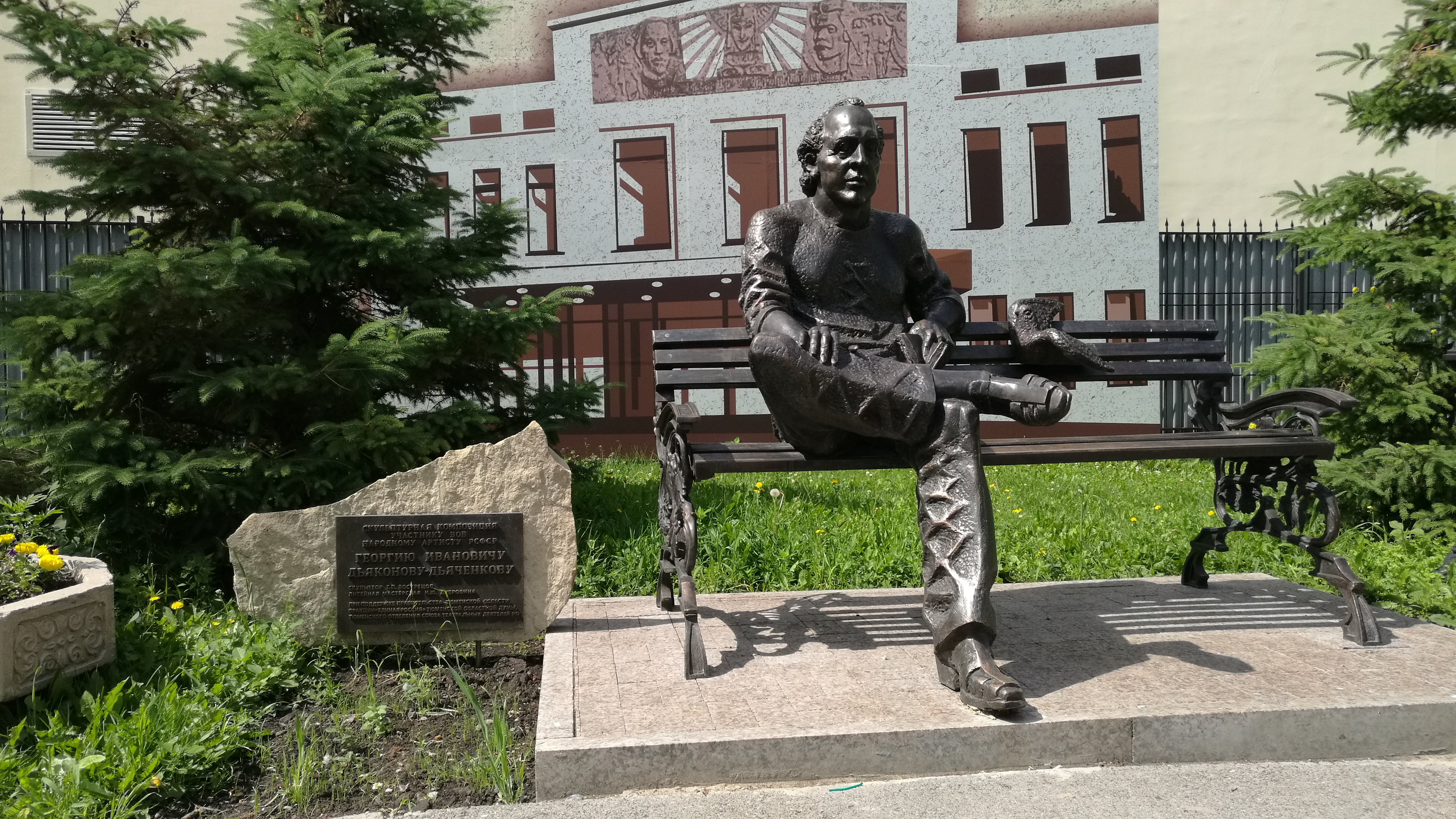
Скульптура в сквере Дьяконова-Дьяченко

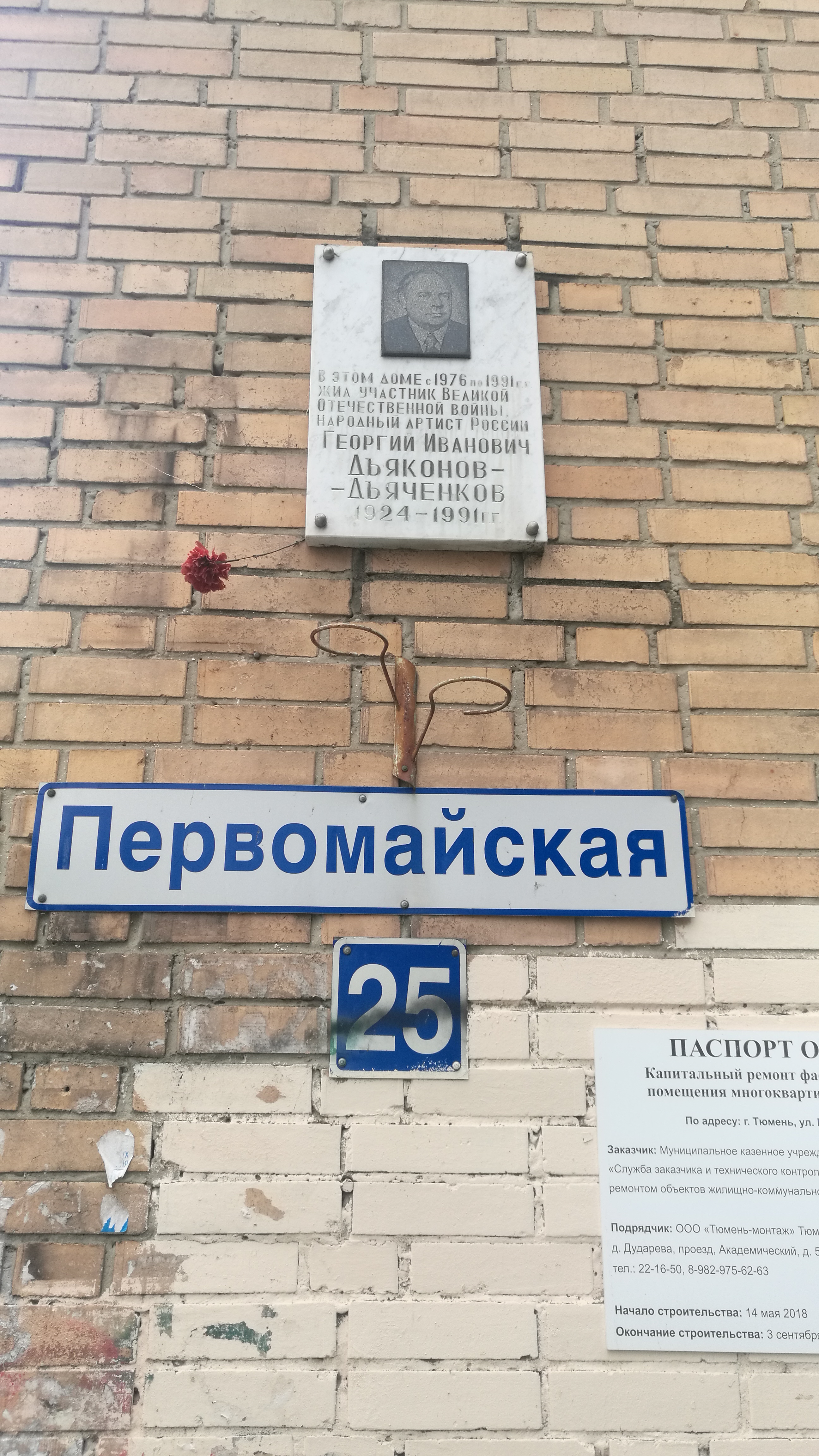
Мемориальная доска на доме, где жил Дьяконов-Дьяченко. г. Тюмень.

## Биография
Георгий Иванович Дьяконов родился 17 марта 1924 году в Москве в театральной семье. Отец Иван Дьяконов, родом из Оренбургской области, был артистом оперетты, который играл во многих театрах, включая Москву, где у него и родился сын. 
В 1941 году, приписав себе год, добровольцем ушёл на фронт, воевал зенитчиком в 205-м зенитно-артиллерийском полку 73-й зенитной дивизии РГК, был тяжело ранен, отличился в боях. 
После войны поступил в театральное училище в городе Чкалове (Оренбург). Карьеру актёра начал в своем родном городе Бугуруслане. На гастролях по Украине выступал под псевдонимом Дьяченко, который позже включил в официальную фамилию. 
С 1950 года выступал в Тюменском драматическом театре, где за 34 года сыграл около 200 ролей. Его талант отмечали на столичных гастролях Михаил Ульянов и Юрий Яковлев.
Умер 4 февраля 1991 года в Тюмени.

### Семья
- Сын — Сергий Георгиевич Дьяконов-Дьяченков (р. 1958), композитор, певец, музыкант; автор неофициального гимна Тюмени «По берегам Туры».

## Награды и премии
- Орден Ленина (27.10.1967) — за заслуги в развитии советского искусства, активное участие в коммунистическом воспитании трудящихся и многолетнюю плодотворную работу в учреждениях культуры[1][2].
- Орден Отечественной войны I степени (1985).
- Медаль «За отвагу» (1945).
- Народный артист РСФСР (09.12.1976).
- Заслуженный артист РСФСР (30.06.1959).

## Работы в театре
- «Кремлёвские куранты» Н. Погодина — Ленин
- «Ханума» Цагарели — князь Пантиашвили[3]

## Память
- Имя Дьяконова-Дьяченкова носит премия в Тюменском драматическом театре «Золотой ключик».
- Именем Дьяконова-Дьяченкова назван сквер за Тюменским драматическим театром (2011)[4].